# Tania Vicenzino
Tania Vicenzino (Palmanova, 1º aprile 1986) è una lunghista e bobbista italiana, campionessa nazionale assoluta nel salto in lungo dal 2007 al 2014 (8 titoli consecutivi).
In carriera ha vinto 9 titoli italiani assoluti (8 outdoor e 1 indoor) e 11 nazionali giovanili (6 outdoor e 5 indoor) per 20 titoli italiani complessivi; è inoltre, insieme ad Antonella Capriotti, l'unica atleta ad aver vinto 8 titoli italiani assoluti di fila nel salto in lungo. Può altresì vantare una medaglia d'oro ed una di bronzo vinte in due edizioni dei Giochi del Mediterraneo.

## Biografia

### Gli inizi e le prime medaglie ai nazionali giovanili
Comincia ad allenarsi in una pista d'atletica molto presto, prima nel 1998 con la Libertas Udine e poi nel 2000 passa alla Libertas Friul Palmanova dove viene guidata da Giancarlo Medesani.
Doppia medaglia d'argento nel 2001 ai campionati italiani cadette nel salto in lungo e con la staffetta 4x100 m.

### 2002-2004: l'esordio in una manifestazione internazionale e i primi titoli italiani giovanili
Primo titolo nazionale giovanile nel 2002 agli italiani allieve nel salto in lungo, bissato l'anno successivo in cui è stata anche vicecampionessa, sempre allieve, a livello indoor nel salto triplo.
Negli stessi anni ha partecipato a due manifestazioni internazionali, entrambe tenutesi in Francia: a Caen nelle Gymnasiadi è stata ottava nel lungo e poi a Parigi quarta nel lungo e sesta nella 4x100 m in occasione del Festival olimpico della gioventù europea.
Sempre nel 2003, ai Mondiali allievi, svoltisi in Canada a Moncton, ha terminato al 19º posto nel lungo ed al 15º nel triplo.
Doppio titolo italiano juniores indoor ed outdoor nel 2004.

### 2005-2008: i Mondiali ed Europei juniores, l'arruolamento nell'Esercito e i primi titoli italiani assoluti
Oro indoor ed argento all'aperto nel 2005 sempre ai nazionali juniores.
A livello internazionale juniores nel salto in lungo, è stata ottava ai Mondiali in Italia a Grosseto 2004 e nona agli Europei in Lituania a Kaunas 2005.
Dal 2006 comincia a far parte dell'Esercito allenata da Roberto Finardi ed esordisce anche agli assoluti; quarta al coperto e non classificata all'aperto. Argento indoor e primo titolo italiano all'aperto agli assoluti del 2007. Quarta posizione ed altro titolo nazionale nel 2008.
Durante il triennio (2006-2007-2008) nella categoria promesse, ha fatto 3 doppiette indoor-outdoor nel salto in lungo.
Ha esordito con la Nazionale assoluta nel 2007 in occasione del DécaNation francese tenutosi a Parigi, terminando la gara di salto in lungo al 7º posto.
5ª agli Europei under 23 in Ungheria a Debrecen e 9ª in India ad Hyderabad nei Giochi mondiali militari.
Quinta posizione in Coppa Europa nel 2008 in Francia ad Annecy.

### 2009-2015: l'accoppiata agli assoluti indoor-outdoor del 2009 e le due medaglie ai Giochi del Mediterraneo
Doppietta di titoli assoluti nel 2009 in cui vince sia al coperto che all'aperto.
Doppia medaglia ai Giochi del Mediterraneo, oro a Pescara 2009 e bronzo a Mersin 2013.
Numerose partecipazioni in manifestazioni internazionali nel 2009: Europei indoor in Italia a Torino (16ª), Universiadi di Belgrado in Serbia (9ª), Europei a squadre (9ª) e DécaNation (4ª).
Iscritta nel lungo agli assoluti indoor 2010-2011-2012, ma non ha gareggiato in nessuna edizione.
Altri cinque titoli assoluti vinti dal 2010 al 2014.
Decimo posto in Svezia a Stoccolma in occasione degli Europei a squadre.
Nel gruppo di qualificazione degli assoluti indoor 2013, non avendo effettuato neanche un salto valido, non è stata classificata.
Sesta al DécaNation francese a Valence.
Assente agli assoluti indoor 2014 e 2015.
Quarto posto agli Europei a squadre a Braunschweig in Germania.
Non supera la qualificazione degli Europei svoltisi a Zurigo in Svizzera, finendo al 20º posto nel salto in lungo,
Agli Europei a squadre in Russia a Čeboksary termina all'ottavo posto.
Agli assoluti di Torino 2015, dopo 8 titoli di fila, chiude al 4º posto in 6,15 m (ad un solo centimetro dal bronzo di Elisa Zanei, terza con 6,16 m).

### 2018: bob

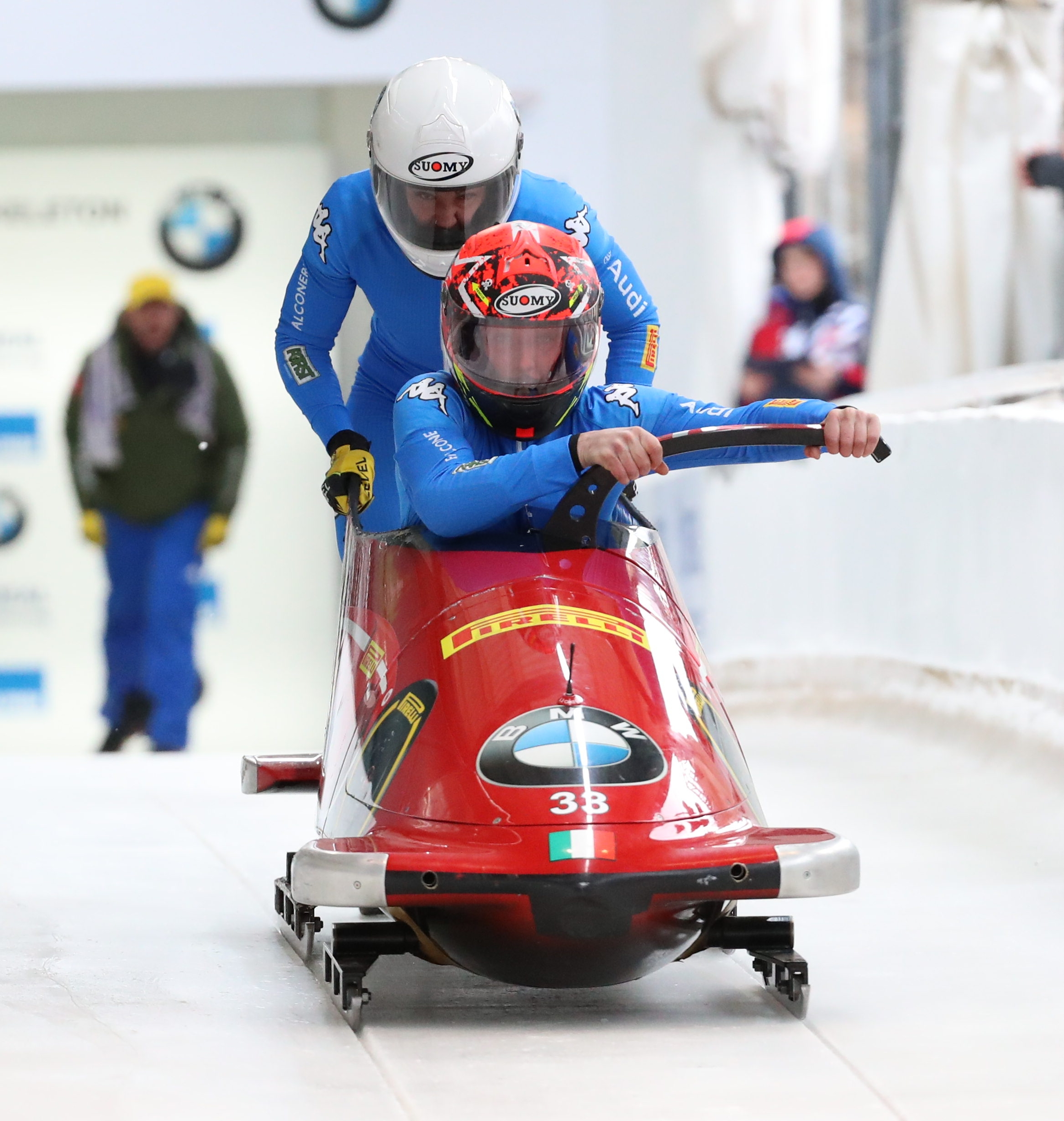
Tania Vicenzino alla guida del bob a due durante i campionati mondiali di Altenberg 2020

A partire dal novembre del 2018 gareggia anche nel bob per la squadra nazionale italiana. 
Debuttò in Coppa Europa come frenatrice all'avvio dellìannata 2018/19 e da gennaio del 2019 passò a pilotare la slitta, disputando le ultime due gare della stagione nel nuovo ruolo. 
Esordì invece in Coppa del Mondo nella stagione 2019/20, l'11 gennaio 2020 a La Plagne, dove giunse quattordicesima nel bob a due in coppia con Anna Schenk. Detiene quale miglior piazzamento in classifica generale del bob a due il 20º posto ottenuto nella stagione d'esordio.
Prese inoltre parte ai campionati mondiali di Altenberg 2020, non riuscendo a terminare la gara di bob a due.

## Progressione

### Salto in lungo
| Stagione | Misura | Luogo     | Data      | Rank. Mond. |
| -------- | ------ | --------- | --------- | ----------- |
| 2015     | 6,59 m | Mannheim  | 30-5-2015 |             |
| 2014     | 6,65 m | Gavardo   | 18-5-2014 |             |
| 2013     | 6,50 m | Nembro    | 3-7-2013  |             |
| 2012     | 6,57 m | Chiasso   | 20-6-2012 |             |
| 2011     | 6,54 m | Brugnera  | 3-9-2011  |             |
| 2010     | 6,36 m | Grosseto  | 1-7-2010  |             |
| 2009     | 6,54 m | Pescara   | 1-7-2009  |             |
| 2008     | 6,52 m | Annecy    | 22-6-2008 |             |
| 2007     | 6,32 m | Debrecen  | 14-7-2007 |             |
| 2006     | 6,18 m | Palmanova | 1-5-2006  |             |
| 2005     | 6,14 m | Marsiglia | 7-8-2005  |             |

### Salto in lungo indoor
| Stagione | Misura | Luogo   | Data      | Rank. Mond. |
| -------- | ------ | ------- | --------- | ----------- |
| 2018     | 6,52 m | Ancona  | 17-2-2018 |             |
| 2013     | 6,30 m | Modena  | 27-1-2013 |             |
| 2012     | 6,29 m | Saronno | 29-1-2012 |             |
| 2011     | 6,42 m | Ancona  | 5-2-2011  |             |
| 2009     | 6,55 m | Ancona  | 12-2-2009 |             |
| 2008     | 6,23 m | Ancona  | 20-1-2008 |             |
| 2007     | 6,29 m | Ancona  | 17-2-2007 |             |
| 2006     | 6,05 m | Ancona  | 11-2-2006 |             |
| 2005     | 5,92 m | Genova  | 5-2-2005  |             |

## Palmarès

### Atletica leggera
| Anno | Manifestazione           | Sede       | Evento         | Risultato | Prestazione | Note  |
| ---- | ------------------------ | ---------- | -------------- | --------- | ----------- | ----- |
| 2003 | Mondiali U18             | Sherbrooke | Salto in lungo | 19ª       | 5,76 m      | [ 2 ] |
| 2003 | Mondiali U18             | Sherbrooke | Salto triplo   | 15ª       | 11,91 m     | [ 2 ] |
| 2004 | Mondiali U20             | Grosseto   | Salto in lungo | 8ª        | 6,05 m      | [ 3 ] |
| 2005 | Europei U20              | Kaunas     | Salto in lungo | 9ª        | 5,99 m      | [ 4 ] |
| 2007 | Europei U23              | Debrecen   | Salto in lungo | 5ª        | 6,50 m      | [ 5 ] |
| 2007 | Giochi mondiali militari | Hyderabad  | Salto in lungo | 9ª        | 5,68 m      | [ 6 ] |
| 2009 | Europei indoor           | Torino     | Salto in lungo | 16ª       | 6,20 m      | [ 7 ] |
| 2009 | Giochi del Mediterraneo  | Pescara    | Salto in lungo | Oro       | 6,54 m      | [ 7 ] |
| 2009 | Universiadi              | Belgrado   | Salto in lungo | 9ª        | 6,13 m      | [ 7 ] |
| 2013 | Giochi del Mediterraneo  | Mersin     | Salto in lungo | Bronzo    | 6,38 m      | [ 8 ] |
| 2014 | Europei                  | Zurigo     | Salto in lungo | 20ª (q)   | 6,22 m      | [ 9 ] |
| 2018 | Giochi del Mediterraneo  | Tarragona  | Salto in lungo | 10ª       | 6,28 m      |       |
| 2019 | Europei indoor           | Glasgow    | Salto in lungo | 6ª        | 6,58 m      |       |
| 2019 | Mondiali                 | Doha       | Salto in lungo | 28ª (q)   | 6,23 m      |       |

#### Campionati nazionali
- 8 volte campionessa assoluta di salto in lungo (2007, 2008, 2009, 2010, 2011, 2012, 2013, 2014)
- 2 volte campionessa assoluta indoor di salto in lungo (2009, 2018)
- 3 volte campionessa promesse del salto in lungo (2006, 2007, 2008)
- 3 volte campionessa promesse indoor del salto in lungo (2006, 2007, 2008
- 2 volte campionessa juniores indoor nel salto in lungo (2004, 2005)
- 1 volta campionessa juniores del salto in lungo (2004)
- 2 volte campionessa allieve del salto in lungo (2002, 2003)

2001
- Argento ai Campionati italiani cadetti e cadette (Isernia), salto in lungo - 5,79 m[10]
- Argento ai Campionati italiani cadetti e cadette (Isernia), 4×100 m - 49"42[10]

2002
- Oro ai Campionati italiani allievi e allieve (Torino), salto in lungo - 5,73 m[11]

2003
- Argento ai Campionati italiani allievi-juniores-promesse indoor (Ancona), salto triplo - 12,71 m[12]
- Oro ai Campionati italiani allievi e allieve (Cesenatico), salto in lungo - 5,81 m[11]

2004
- Oro ai Campionati italiani allievi-juniores-promesse indoor (Ancona), salto in lungo - 5,70 m[13]
- Oro ai Campionati italiani juniores e promesse (Rieti), salto in lungo - 6,09 m[14]

2005
- Oro ai Campionati italiani allievi-juniores-promesse indoor (Genova), salto in lungo - 5,92 m[15]
- Argento ai Campionati italiani juniores e promesse (Grosseto), salto in lungo - 6,12 m[16]

2006
- Oro ai Campionati italiani allievi-juniores-promesse indoor (Ancona), salto in lungo - 6,05 m[17]
- 4ª ai Campionati italiani assoluti indoor (Ancona), salto in lungo - 6,05 m[18]
- Oro ai Campionati italiani juniores e promesse (Rieti), salto in lungo - 6,12 m[19]
- In finale ai Campionati italiani assoluti (Torino), salto in lungo - NCL[20]

2007
- Argento ai Campionati italiani assoluti indoor (Ancona), salto in lungo - 6,29 m[21]
- Oro ai Campionati italiani allievi-juniores-promesse indoor (Genova), salto in lungo - 6,17 m[22]
- Oro ai Campionati italiani juniores e promesse (Bressanone), salto in lungo - 6,17 m[23]
- Oro ai Campionati italiani assoluti (Padova), salto in lungo - 6,50 m[24]

2008
- Oro ai Campionati italiani allievi-juniores-promesse indoor (Ancona), salto in lungo - 6,19 m[25]
- 4ª ai Campionati italiani assoluti indoor (Genova), salto in lungo - 5,92 m[26]
- Oro ai Campionati italiani juniores e promesse (Torino), salto in lungo - 6,17 m[27]
- Oro ai Campionati italiani assoluti (Cagliari), salto in lungo - 6,06 m[28]

2009
- Oro ai Campionati italiani assoluti indoor (Torino), salto in lungo - 6,53 m[29]
- Oro ai Campionati italiani assoluti (Milano), salto in lungo - 6,45 m[30]

2010
- Oro ai Campionati italiani assoluti (Grosseto), salto in lungo - 6,36 m[31]

2011
- Oro ai Campionati italiani assoluti (Torino), salto in lungo - 6,26 m[32]

2012
- Oro ai Campionati italiani assoluti (Bressanone), salto in lungo - 6,65 m[33]

2013
- In qualificazione ai Campionati italiani assoluti indoor (Ancona), salto in lungo - NCL[34]
- Oro ai Campionati italiani assoluti (Milano), salto in lungo - 6,47 m[35]

2014
- Oro ai Campionati italiani assoluti (Rovereto), salto in lungo - 6,51 m[36]

2015
- 4ª ai Campionati italiani assoluti (Torino), salto in lungo - 6,15 m[37]

2017
- Argento ai campionati italiani assoluti, salto in lungo - 6,22 m

#### Altre competizioni internazionali
2002
- 8ª alle Gymnasiadi ( Caen), salto in lungo - 5,68 m[38]

2003
- 4ª al Festival olimpico della gioventù europea ( Parigi), salto in lungo - 6,02 m[2]
- 6ª al Festival olimpico della gioventù europea ( Parigi), 4×100 m - 47"45[39]

2007
- 7ª al DécaNation ( Parigi), salto in lungo - 6,09 m[5]

2008
- 5ª in Coppa Europa ( Annecy), salto in lungo - 6,52 m[40]

2009
- 5ª nella Coppa dei Campioni per club ( Castéllon), salto in lungo - 6,10 m[41]
- 9ª agli Europei a squadre ( Leiria), salto in lungo - 6,18 m[7]
- 4ª al DécaNation ( Parigi), Salto in lungo - 6,35 m[7]

2011
- 4ª nella Coppa dei Campioni per club ( Vila Real de Santo António), salto in lungo - 6,22 m[42]
- 10ª agli Europei a squadre ( Stoccolma), salto in lungo - 6,23 m[43]

2013
- 6ª al DécaNation ( Valence), salto in lungo - 6,30 m[8]

2014
- 4ª agli Europei a squadre ( Braunschweig), salto in lungo - 6,51 m[44]

2015
- 8ª agli Europei a squadre ( Čeboksary), salto in lungo - 6,29 m[45]

## Bob

### Coppa del Mondo
- Miglior piazzamento in classifica generale nel bob a due: 20ª nel 2019/20.

### Coppa Europa
- Miglior piazzamento in classifica generale nel bob a due: 18ª nel 2019/20.